# Nova Esperança (Paraná)
Nova Esperança, amtlich portugiesisch Município de Nova Esperança, deutsch Neue Hoffnung, ist eine brasilianische Gemeinde im Bundesstaat Paraná. Sie ist bekannt als die „Hauptstadt der Seide“. Es hat 26.585 Einwohner (2022).

## Geschichte
Die Entstehung von Nova Esperança wurde ausgelöst durch die Entwicklung des Kaffeeanbaus in Nordparaná seit den 1930er Jahren. Die Companhia Melhoramentos Norte do Paraná hatte 1925–1927 etwa 13.166 km2 Land zwischen den Flüssen Rio Tibaji, Rio Ivaí und Rio Paranapanema erworben. Sie gründete 63 Städte, darunter auch Capelinha, und verkaufte landwirtschaftliche Grundstücke an 41.741 Käufer und etwa 70.000 Baugrundstücke. Gestärkt durch die Gewinne aus dem Kaffeegeschäft wurde die Erschließung von Straßen und die Besiedlung der Ortschaft Capelinha intensiviert. Am 20. August 1951 wurde Capelinha in Nova Esperança umbenannt. Das Dorf entwickelte sich schnell. 1951 hatte es bereits sechs Sägewerke, sechs Reisverarbeitungsanlagen, zwei Maisdreschmaschinen, zwei Möbelfabriken, eine Kaffeeverarbeitungsanlage, fünf Tankstellen, 12 Mietwagen, 42 Miet-LKWs, drei Privat-PKWs, ein privates Postamt, vier Ärzte, zwei Zahnärzte und einen Agraringenieur. Offizielles Gründungsdatum ist der 14. Dezember 1952, als es aufgrund des Staatsgesetzes Nr. 790 vom 14. November 1951 aus Mandaguari ausgegliedert wurde.
Wirtschaftliche Grundlage war zunächst der Kaffeeanbau. Es traten immer mal wieder Schäden durch Frost auf. Zum 18. Juli 1976 gab es aber einen „Schwarzen Frost“, die geada negra, der die gesamten Kaffeepflanzungen in Nordparaná vernichtete. Nova Esperança stellte daraufhin seine Landwirtschaft zunächst auf Soja und dann auf die Seidenraupenzucht um. Es ist derzeit der landesweit umfangreichste Erzeuger von Seidenraupen und ist als die Hauptstadt der Seide bekannt.

## Geografie

### Fläche und Lage
Nova Esperança hat eine Fläche von rund 402 km², was 0,20 % des Staates Paraná, 0,07 % der Region und 0,0047 % des gesamten brasilianischen Territoriums entspricht. Es befindet sich auf dem Breitengrad 23º11'02" Süd und dem Längengrad 52º12'18" West und liegt auf einer Höhe von 550 Metern. Es liegt auf der Wasserscheide zwischen Ivai, der direkt zum Paraná fließt, und dem Pirapó, der in den Rio Paranapanema mündet.

### Gewässer
- Ribeirão São Francisco (linker Nebenfluss des Rio Paranapanema)
- Ribeirão Fundo (rechter Nebenfluss des Ribeirão São Francisco)
- Ribeirão Caxangá (zum Rio Pirapó, einem linken Nebenfluss des Rio Paranapanema)
- Rio Paracatu (zum Rio Pirapó)
- Ribeirão Anhumaí (zum Rio Ivai, einem linken Nebenfluss des Rio Paraná)
- Rio da Esperança (zum Rio Ivai, einem linken Nebenfluss des Rio Paraná)
- Ribeirão Jacupiranga
- Ribeirão do Diabo
- Ribeirão Piúna
- Córrego Saturno

### Bundesstraßen

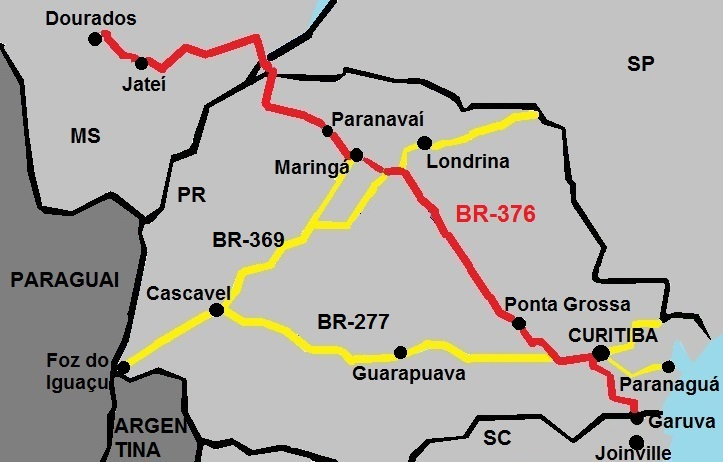
Verlauf der Rodovia do Café (BR-376)

Nova Esperança liegt an der Rodovia do Café (BR-376) zwischen Maringá und Paranavaí.

### Nachbarmunizipien
| Alto Paraná        | Cruzeiro do Sul                             | Uniflor                   |
| Tamboara           | Kompassrose, die auf Nachbargemeinden zeigt | Atalaia                   |
| São Carlos do Ivaí | Floraí                                      | Presidente Castelo Branco |

## Wirtschaft
Nova Esperança erzeugt mit 325 Tonnen grüner Seidenkokons pro Ernte (Stand: 2019) etwa 15 % der gesamten Seide-Produktion des Staates Paraná. Der Staat Paraná produziert 84 % der brasilianischen Seide.

## Kommunalverwaltung
- Bürgermeister (Prefeito Municipal): Moacir Olivatti (2017–2024)
- Stellvertretender Bürgermeister: Rafael Kreling
- Präsident der Stadtkammer: Dirceu Trevisan

## Demografie

### Daten der Volkszählung 2010
Gesamtbevölkerung: 26.613
- Stadtgebiet: 22.585
- Ländlicher Bereich: 4.144
- Männer: 13.500
- Frauen: 13.113

### Index der menschlichen Entwicklung (IDH): 0,722
- Einkommensindex: 0,723[5]
- Lebenserwartungsindex: 0,829
- Bildungsindex: 0,628

### Ethnische Zusammensetzung
Ethnische Gruppen nach der statistischen Einteilung des IBGE (Stand: 1991, 2000 und 2010)
| Gruppe*     | Anteil 1991 | Anteil 2000 | Anteil 2010 | Anmerkung |
| Brancos     | 17.752      | 18.017      | 16.819      | Weiß: wer sich als "weiß" erklärt                                                                                      |
| Pardos      | 4.871       | 6.424       | 8.506       | Braun: wer sich als "braun" erklärt oder wer sich mit einer Mischung von zwei oder mehr der fünf Gruppen identifiziert |
| Pretos      | 675         | 519         | 581         | Schwarz: wer sich als "schwarz" erklärt                                                                                |
| Amarelos    | 891         | 546         | 709         | Gelb: Personen fernöstlicher Herkunft wie japanisch, chinesisch, koreanisch etc.                                       |
| Indígenas   |             | 65          |             | Indigen: wer sich als Ureinwohner oder Indio erklärt                                                                   |
| ohne Angabe |             | 158         |             | |
|             | 24.189      | 25.729      | 26.615      | |

*) Das IBGE verwendet für Volkszählungen seit 1991 ausschließlich diese fünf Gruppen. Die Gruppenzugehörigkeit wird bei der Befragung vom Einwohner selbst festgelegt. Das IBGE verzichtet bewusst auf Erläuterungen.